# Cacostola grisea
Cacostola grisea är en skalbaggsart som beskrevs av Dillon 1946. Cacostola grisea ingår i släktet Cacostola och familjen långhorningar.
Artens utbredningsområde är Guyana. Inga underarter finns listade.